# Дредлоки
Дредло́ки, ло́ки, дре́ди (від англ. dreadlocks; страхітливі пасма) — сплутане в пасма довге волосся, що утворюється природним (за тривалої відмови від догляду за ним) або штучним шляхом (звалюванням у пасма з допомогою гачка). Дреди є універсальною зачіскою, маючи стародавнє походження: протягом багатьох століть вони зустрічаються у різних народів та культур в усіх куточках світу. 
Нині дреди можуть бути способом вираження релігійних переконань, національної ідентичності, антиполітичним символом або даниною моді. Дреди носять представники растафаріанської культури, висловлюючи протест «асоціальною» зачіскою. Часто дреди є ознакою приналежності до молодіжної субкультури, сформованої під впливом музики ре́ґі та поширеної в русі хіпі й гуртах ню-метал.

## Історичні й релігійні спільноти
Згідно з археологічними розкопками, перші дані про появу дредлоків сягають часів первісних людей, які оселилися у Північній Африці та на півострові Сомалі. Під час міграції людини з Африки застосовування довгих закручених пасом волосся поширилося та закріпилося у багатьох місцях планети. У різні часи дреди були характерні для кельтів, давніх германців, народів Тихого океану, ацтеків, а також представників окремих напрямів основних релігій: юдейських назореїв, індуїстських садху, ісламських дервішів та коптів.
Одна із перших відомих згадок про дреди міститься у хроніках династій Стародавнього Єгипту, відтворену на барельєфах, у скульптурах, в інших артефактах членів царської сім'ї та непривілейованих верств суспільства. Муміфіковані рештки давніх єгиптян із дредлоками та навіть перуки з довгими пасмами знайдені під час розкопок.

Найдавнішою писемною пам'яткою про дреди вважається розділів Ріґведи (10/136), що називається Кеші-сукта («Слава кудлатим»). Гімн писання присвячений кешінам, або аскетам-безхатькам, які поневіряються зі сплутаним довгим волоссям, укриті похоронним попелом.

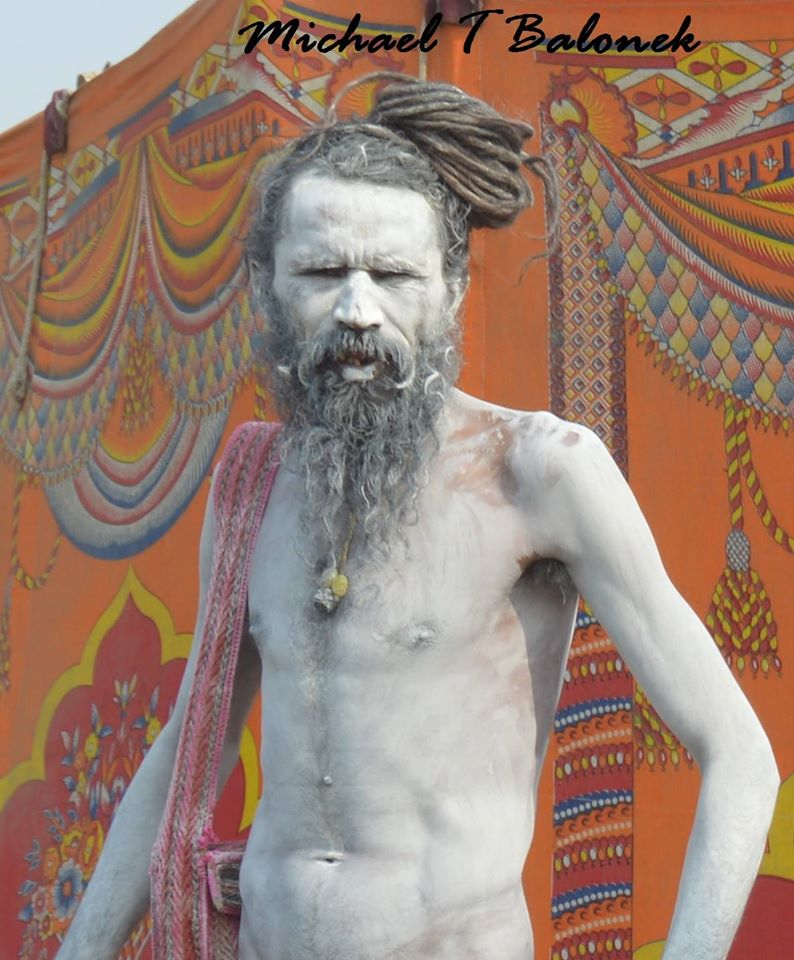
Садху, вкритий погрібальним попелом, Індія, 2019
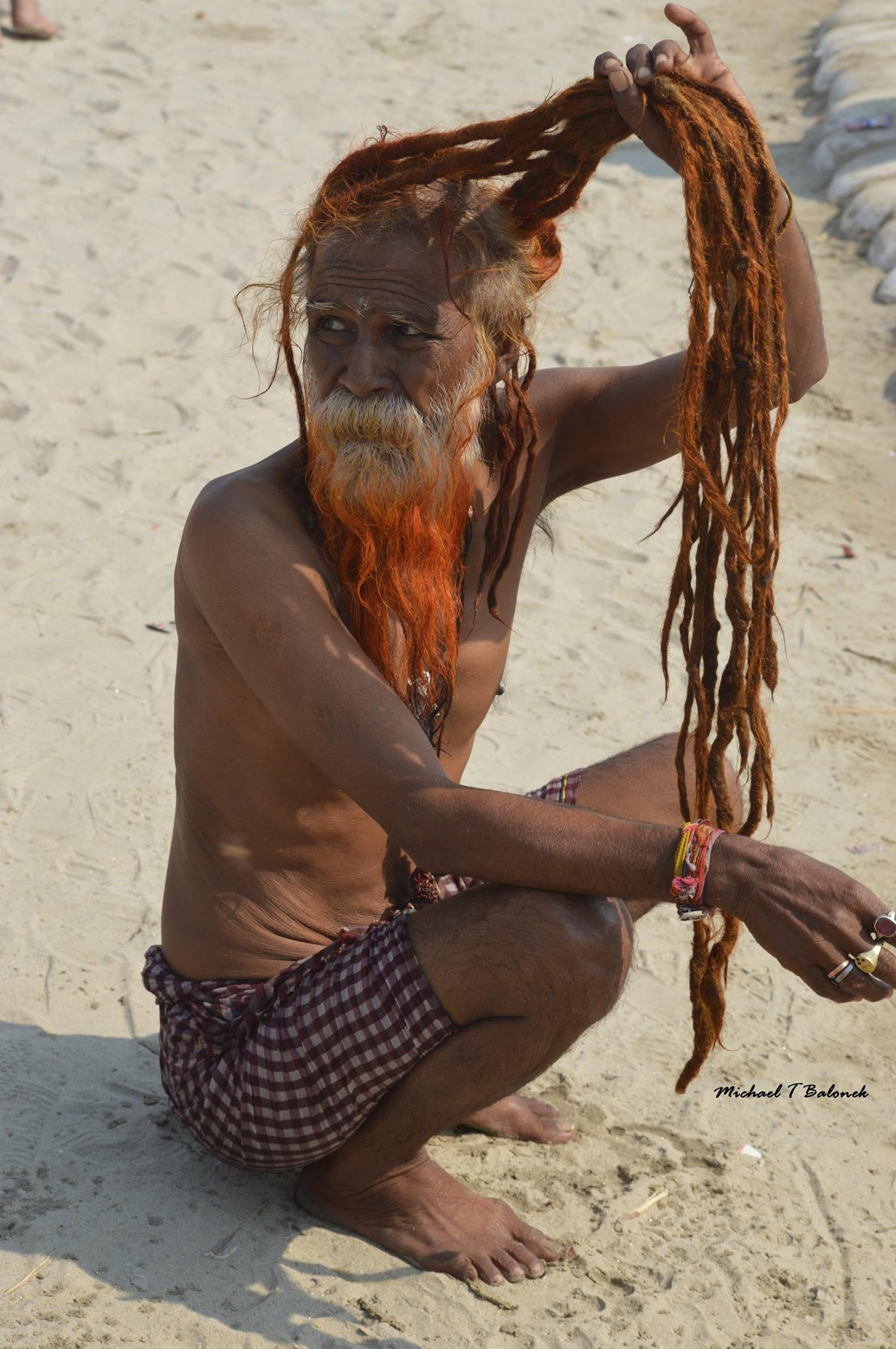
Садху сушить волосся після ритуального купання у річці, Індія, 2019

## Афроамериканська діаспора
Афроамериканський тип волосся через свою щільність та структуру дуже добре надається до утворення природних дредлоків. Зачіска є типовою для афроамериканців, тому багато з них продовжують носити її як знак гордості.

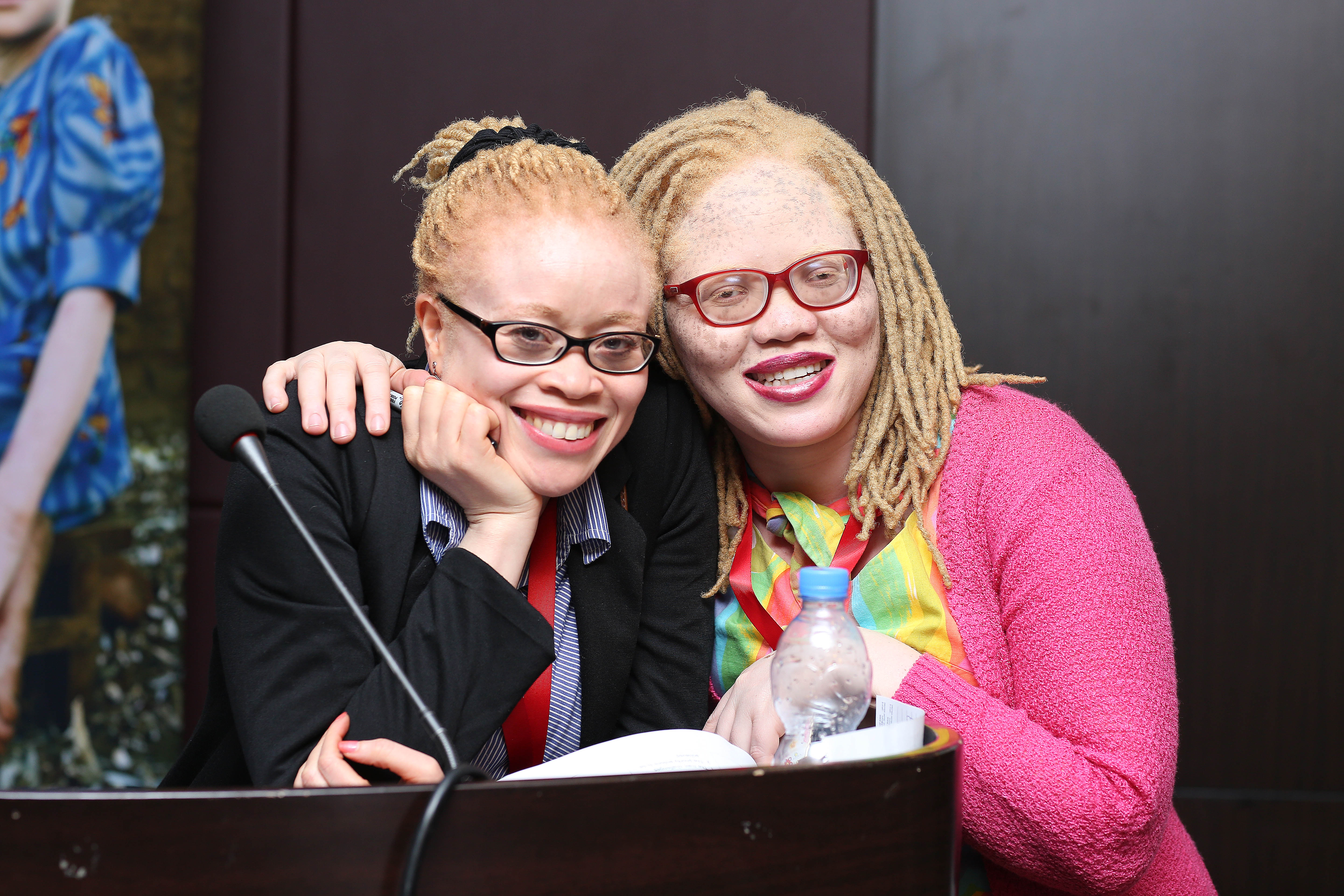
Ikponwosa Ero з колегою з адвокації альбінізму

## Растафаріанство і гіпі
Термін dreadlocks виник на Ямайці в середині XX століття, коли зачіска з дредами стала популярною в одній із культур растафарай. Зліплені пасма шокували публіку, яка охрестила їх «дредлоксами» (моторошними пасмами, патлами). Растафарай почали називати себе «дредлок», «дред» або «натті дред» («непристойний страх», «натті» — спотвор. від англ. «кудлатий», — зневажливе прізвисько темношкірого, вивернуте навиворіт растафаріянами).
Чимало растафаріанців уважають дреди прямим дотриманням однієї із заповідей назореїв, що згадується у Старому Заповіті. Числа 6:1—5:
|  | І сказав Господь Мойсеєві, говорячи: Оголоси Ізраїлевим синам і скажи їм: Якщо чоловік чи жінка зважиться дати обітницю назорейства, щоб присвятити себе в назорії Господеві […] У всі дні обітниці назорейства його бритва не повинна торкатися голови його; аж до дня, на який він присвятив себе в назорії Господеві, святий він: повинен ростити волосся на голові своїй. |

На думку растафаріан, давня культова зачіска нагадує гриву лева та надає її носієві силу й могутність. Самсон, про якого згадано у Біблії, вирізнявся винятковою фізичною силою із її джерелом у його довгому волоссі, яке він ніколи не стриг. Самсон порушив заповіді назорейства та був переможений, коли Даліла обрізала його волосся.

У растафаріянстві існують течії, які не дотримуються думки, що «грива» (дреди) є обов'язковою для раста.

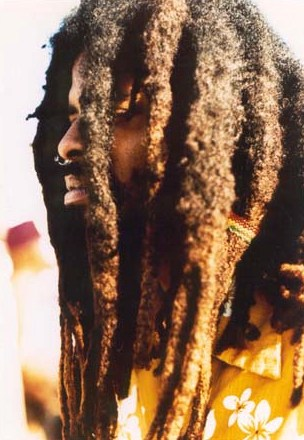
Растаман з густими природними дредами
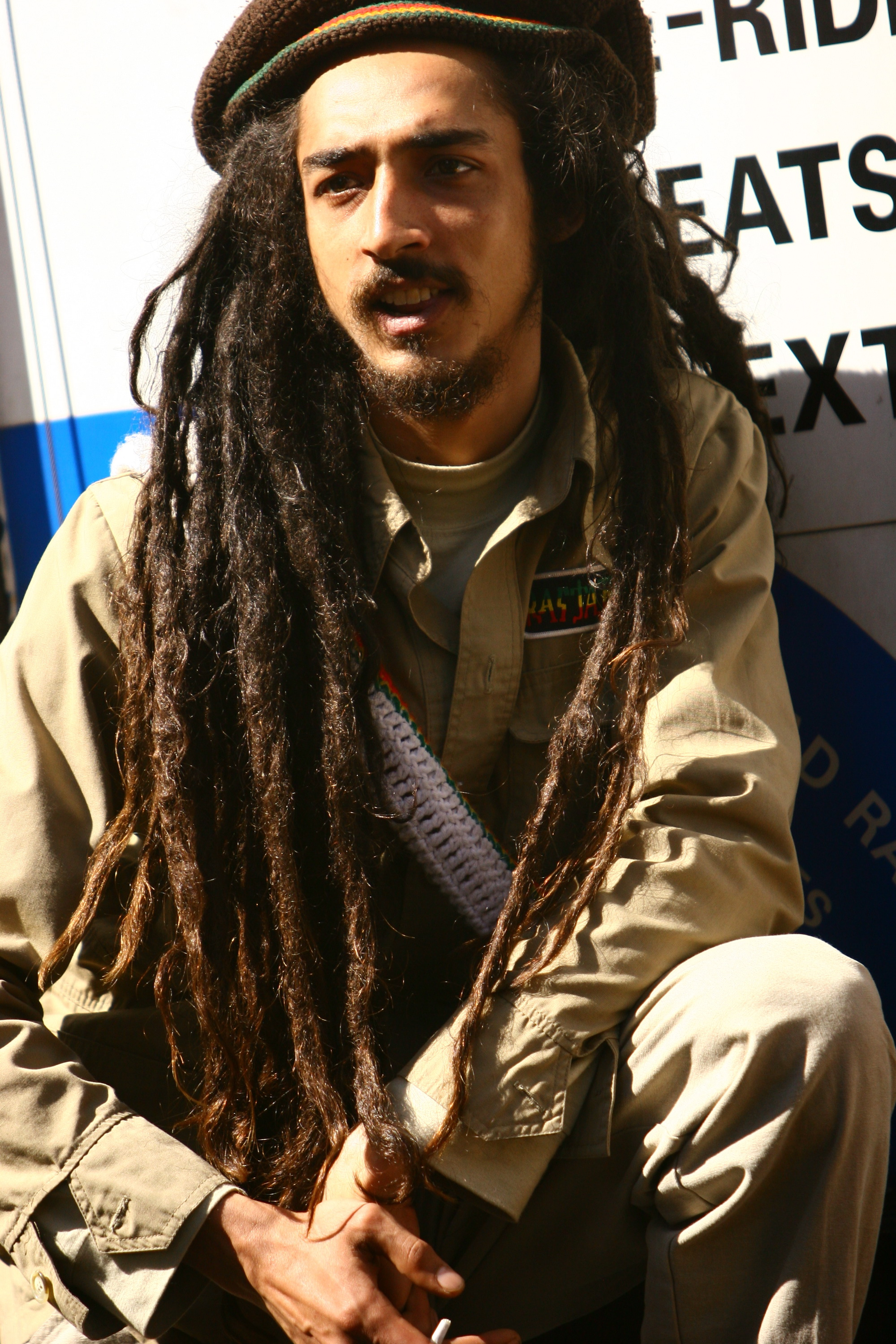
Британська Колумбія

## Культурне запозичення

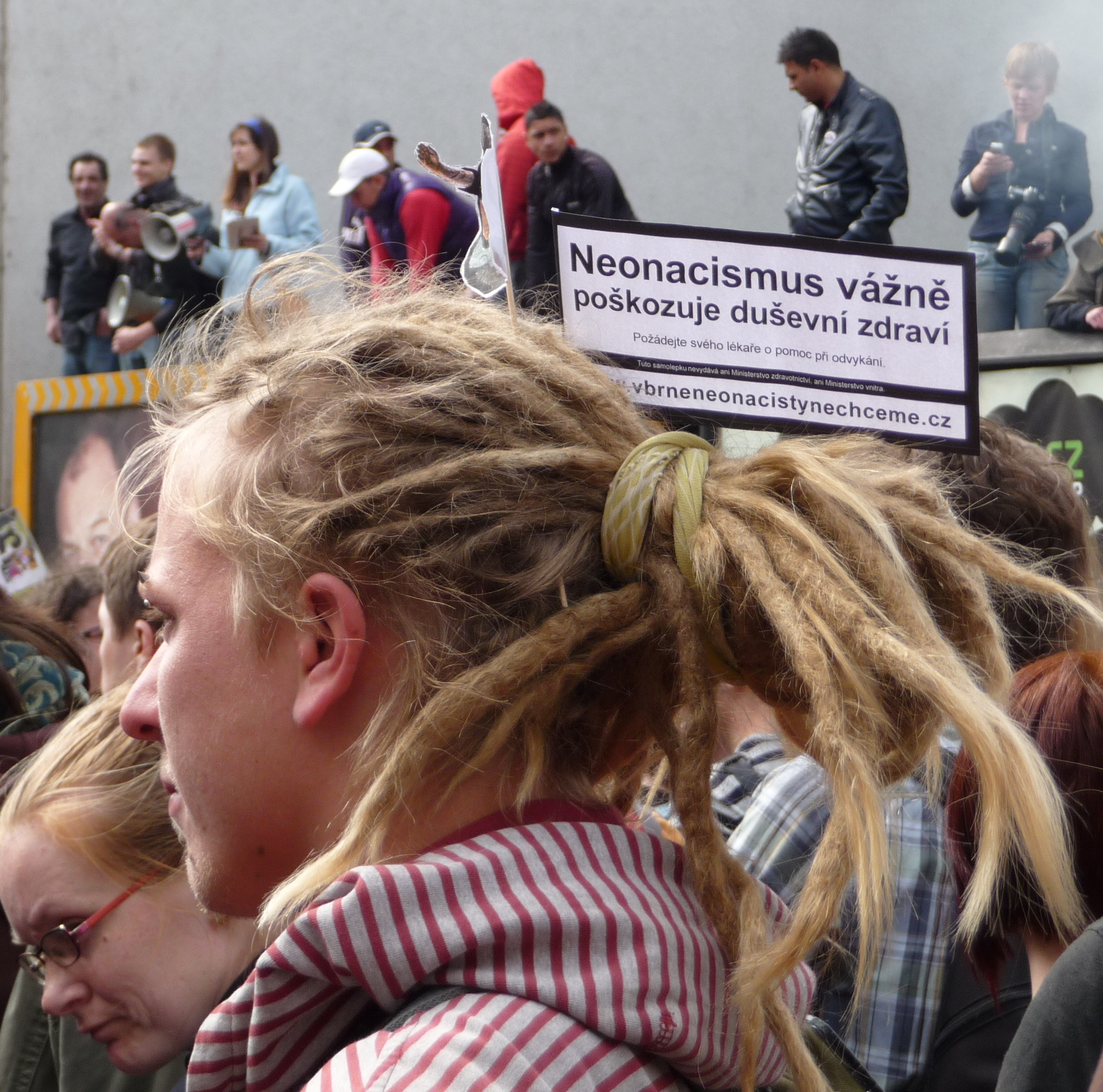
Противник неонацизму на мітингу, Брно, Чехія, 2011

Існують суперечливі дані про те, як сприймається носіння дредів білими людьми, які не належать до афроамериканської, релігійних чи субкультурних спільнот, членами та членкинями цих спільнот. Лунають голоси, що йдеться про культурну апропріацію. 

## Заплітання дредів
Існує безліч способів виготовлення дредів, найпростіший із яких — перестати розчісувати, що пасує людям з усіма типами волосся. Таким чином отримати дреди можна за період від 7 місяців до 3 років. Через хибну думку, що пряме волосся погано звалюється в дредлоки, багато людей із прямим волоссям використовують начіс: волосся збирається в жмутки та начісується від коренів до кінчиків металевим гребінцем (можна використовувати щітки для відчісування тварин). Після цього волосся, що вибилося, вправляють у дредлоки в'язальним гачком.  
У разі потреби дреди можна розплести жорсткою в'язальною шпицею від кінчиків, поступово переходячи до коренів. Голову можна мити 1 раз на тиждень або місяць.  

## Догляд
Заплетені дреди на голові можна мити звичайним чином. Доглядати за ними можна рідше, оскільки у дредах волосся жирнішає повільніше.
Раніше дреди мили переважно морською чи солоною водою, зараз — сучасними засобами догляду за волоссям.
Ризиками носіння дредів можуть бути стрес шкіри голови та поява лупи.